# Joshua C. Dickinson, Jr.
Joshua Clifton Dickinson, Jr. (* 28. April 1916 in Tampa, Florida; † 21. Januar 2009 in Gainesville, Florida) war ein US-amerikanischer Ornithologe und Museumsdirektor. Er interessierte sich für die Zoogeographie, die Taxonomie, die Ökologie sowie für die Paläornithologie.

## Leben
Dickinson junior war der Sohn von Joshua Clifton Dickinson, Sr. und Mary Louise Dickinson, geborene Martin. 1933 begann er ein Studium an der University of Florida, wo er 1940 seinen Bachelor of Science und 1945 mit der Prüfschrift An ecological reconnaissance of the biota of a series of roadside ponds and ditches in northern Florida seinen Master of Science erlangte. Von 1940 bis 1942 war er Assistenzbiologe an der University of Florida.
Während des Zweiten Weltkriegs diente er bei der US-Küstenwache, zunächst als Kapitän eines abgelegenen Stützpunkts in Saint Marks, Florida, dann auf dem Eisbrecher Westwind und der schließlich auf dem Truppenschiff General Altman, das im Atlantik und Pazifik unterwegs war.
1945 wirkte er an einer Universitätsexpedition nach Honduras mit. Von 1946 bis 1950 war er Dozent für Biologie und Geologie an der University of Florida. 1950 wurde er an derselben Universität mit der Dissertation Geographic variation in the towhee, Pipilo erythrophthalmus (Linnaeus) zum Ph.D. promoviert. Im selben Jahr wurde er Assistant Professor und war von 1973 bis 1979 ordentlicher Professor an der University of Florida.
Von 1951 bis 1952 absolvierte er seine Postdoc-Phase als Stipendiat des General Education Board am Louis Agassiz Museum of Comparative Zoology der Harvard University. 1952 war er Gastwissenschaftler an der Woods Hole Oceanographic Institution. Von 1953 bis 1959 war er Kurator für Biowissenschaften am Florida State Museum (heute Florida Museum of Natural History). 1955 wirkte er an einer Museumsexpedition auf die Baffininsel mit. 1958, 1959, 1960, 1961, 1966 und 1967 folgten ornithologische und paläontologische Museumsexpeditionen auf die Bahamas, wo er unter anderen die fossilen Überreste der Bekassinenart Gallinago kakuki, der Geierfalkenart Caracara creightoni, der Spechtart Bathoceleus hyphalus und der ausgestorbenen Unterart Burhinus bistriatus nanus des Dominikanertriels sammelte. Von 1959 bis 1961 war er geschäftsführender Direktor und anschließend bis 1979 Direktor sowie Kurator für Ornithologie am Florida State Museum. 1979 wurde er als emeritierter Kurator pensioniert.
Während Dickinsons Amtszeit erhielt das Florida State Museum einen Zuschuss von 1,1 Millionen US-Dollar von der National Science Foundation, der gemeinsam mit staatlichen Mitteln und privaten Spenden den Bau des ersten ständigen Gebäudes des Museums auf dem Campus der University of Florida, der heutigen Dickinson Hall an der Museum Road, ermöglichte. Unter seiner Leitung entwickelte sich das Florida State Museum zu einem der zehn größten Naturkundemuseum in den Vereinigten Staaten. In Gedenken an seine erste Frau Lucy Jackson (1916–1997), die er im April 1936 heiratete, stiftete Dickinson das Miss Lucy Dickinson Fellowship in Vertebrate Paleontology. Aus dieser Ehe gingen drei Söhne, darunter der in der Umweltberatung tätige Joshua C. Dickinson III, und eine Tochter hervor. 1997 heiratete er erneut.
1976 wurde Dickinson von US-Präsident Gerald Ford in den Vorstand des National Endowment for the Arts berufen und war dort  bis 1982 tätig. Dickinson verband eine enge Freundschaft mit dem Herpetologen Archie Carr, zu dessen Gedenken er 1979 die Archie F. Carr Medal stiftete.
Dickinson war Mitglied der American Society of Naturalists, der American Society of Zoologists, der American Ornithologists’ Union, der American Association of Museums (heute American Alliance of Museums), wo er 1970 bis 1973 als Sekretär fungierte, der Association of Systematics Collections, wo er von 1972 bis 1975 Präsident war, sowie bei Sigma Xi.

## Dedikationsnamen
1959 benannte Pierce Brodkorb die fossile Eulenart Glaucidium dickinsoni von den Bahamas zu Ehren von Dickinson. 1982 wurde dieses Taxon von Storrs L. Olson, Gregory Pregill und William Hilgartner mit dem rezenten Kaninchenkauz  (Athene cunicularia) synonymisiert.